# Elizabeth Trussell
Elizabeth Trussell, contessa di Oxford (Kibbleston, 1496 – Great Bentley, 1527), è stata una nobildonna inglese.

## Biografia
Era la figlia di Edward Trussell, di Elmesthorpe, Leicestershire, unico figlio di Sir William Trussell, guardia del corpo di Edoardo IV. I Trussell erano un'antichissima famiglia del Warwickshire.
La madre era Margaret Donne, figlia di Sir John Donne di Kidwelly. La madre di Sir John Donne, Joan Scudamore, era la nipote della ribelle gallese Owain Glyndŵr.
Attraverso la famiglia di suo padre, Elizabeth era una discendente di Enrico II e della sua amante, Ida de Tosny.

## Matrimonio
Sposò, il 29 aprile 1507, John de Vere, XV conte di Oxford, divenendone la seconda moglie. Ebbero sette figli:
- Lady Elizabeth (1512-?), sposò Thomas Darcy, I barone Darcy, ebbero tre figli;
- John de Vere, XVI conte di Oxford (1516-3 agosto 1562);
- Lady Frances (1517-30 giugno 1577), sposò Henry Howard, conte di Surrey, ebbero cinque figli, e in seconde nozze Thomas Steynings, non ebbero figli;
- Lord Aubrey (1519-1580), sposò in prime nozze Margaret Spring, ebbero due figli, e in seconde nozze Bridget Gibbon, non ebbero figli;
- Lord Robert (1520-1598), sposò in prime nozze Barbara Berners, ebbero due figli, e in seconde nozze Joan Hubberd, non ebbero figli;
- Lady Anne (1522-14 febbraio 1572), sposò in prime nozze Edmund Sheffield, I barone Sheffield, ebbero quattro figli, e in seconde nozze John Brock, non ebbero figli;
- Lord Geoffrey (1523-1572), sposò Elizabeth Hardekyn, ebbero quattro figli.

## Morte
Morì nel 1527 e fu sepolta nella Church of St Nicholas, Castle Hedingham.